# Dardanelle (Arkansas)
Dardanelle város az USA Arkansas államában, Yell megyében, melynek Danville-lel együtt megyeszékhelye is. Lakosainak száma 4517 fő (2020. április 1.).

## Népesség
A település népességének változása:
| Lakosok száma | 299  | 4745 | 4517 |
|               | 1860 | 2010 | 2020 |